# Taliabumyzomela
Taliabumyzomela (Myzomela wahe) är en nyligen beskriven fågelart i familjen honungsfåglar inom ordningen tättingar. Fågeln förekommer enbart på ön Taliabu i indonesiska ögruppen Sulaöarna. IUCN har ännu inte bedömt dess hotstatus.